# Hürriyet Daily News
O Hürriyet Daily News ("Liberdade Notícias Diárias"), anteriormente chamado Hürriyet Daily News and Economic Review (trad: "Liberdade Notícias Diárias e Revista Económica") e, antes disso e até 2006,  Turkish  Daily News,  é o jornal diário publicado em inglês mais antigo da Turquia. Atualmente (2010) ao grupo financeiro, industrial e de media Doğan Holding, que o adquiriu em 2001, que o rebatizou de Hürriyet em 2006.
O jornal foi fundado em março de 1961. A sua sede é em Istambul, mas tem escritórios satélites em Ancara, Antália e Esmirna. Além da versão em papel, que em abril de 2009 vendia cerca de 6 000 exemplares, nas principais área metropolitanas da Turquia e ao longo da costa egeia e mediterrânica, o jornal está disponível online.